# Вана (город)
Вана (пушту واڼۀ‎, wɑɳə; англ. Wanna) — город в Зоне Племён Пакистана. Является столицей округа Южный Вазиристан. В связи с провозглашением независимости Вазиристана был объявлен столицей непризнанного государства.

## История

### Колониальный период
Во время периода Британской империи, начинающегося в конце XIX столетия, британцы установили расквартирование на равнине Вана, которая использовалась как штаб британскими силами в Южном Вазиристане, пока они не отбыли из Индии после разделения в 1947 году. Во время их управления свирепые племена пуштунских вазиристанцев, части Племенной Конфедерации Карланри, были одной из больших проблем для Британского управления регионом. В 1930-х гг. британцы начали подавления мятежников в Вазиристане. В течение 1930-х у британцев было не меньше 18 000 войск в Вазиристане, а Вана использовалась как передовой штаб и авиабаза.

### После обретения Пакистаном независимости
С августа 2003 пакистанские вооружённые силы провели несколько вооружённых операции против Аль-Каиды с ограниченным успехом. Возможно, самым жестоким инцидентом в городе в войне с террором была битва за Вану в 2004 году. В 2006 году Талибан взял под контроль территорию города.
В 2012 году правительством Пакистана был заново открыт аэропорт Вана.
В 2015 году в городе открылся кадетский колледж ВС Пакистана.

### Борьба с терроризмом
2 апреля 2009 Талибан взорвал единственную радиотрансляционную станцию и взял под контроль всю Зону Племён, последние оплоты ВС Пакистана были уничтожены.
По состоянию на 2023 год правительственные силы Пакистана контролируют город. В январе 2023 года в Ване был проведён массовый митинг против растущих случаев терроризма.

## Население
По оценкам 2010 года, в городе проживало 1980 жителей. Население Ваны состоит из пуштунов.